# Erilao
Nella mitologia greca, Erilao figura come uno dei guerrieri troiani che presero parte alla guerra di Troia e di cui Omero fa menzione nel libro XVI dell'Iliade.

## Il mito

### Origini
È Quinto Smirneo, e non Omero, a riferire che Erilao prese in moglie la graziosa Clite, dal quale ebbe il figlio Melanione; questi, come il padre, partecipò alla guerra di Troia, morendo per mano di Antifo, compagno di Ulisse.

### Morte in guerra
Mentre balzava contro il nemico, Erilao venne colpito da Patroclo al capo con una pietra che, sebbene protetto dall'elmo robusto, lo fracassò in due parti; il suo cadavere crollò a terra prono, e su di esso ebbe il sopravvento la morte.

### Fonti
- Omero, Iliade, libro XVI, versi 411-414.
- Quinto Smirneo, Posthomerica, libro VIII, versi 119 ss.

### Moderna
- Omero, Iliade, seconda edizione, Torino, Einaudi, 1990, ISBN 978-88-06-17694-5. Traduzione di Rosa Calzecchi Onesti
- Vincenzo Monti, Iliade di Omero, nona edizione, Aroldo Mondadori, 2007, ISBN 978-88-04-53902-5. Traduzione di Manara Valgimigli e Carlo Muscetta